# 米亚里纳里武
米亚里纳里武（Miarinarivo）是马达加斯加伊塔西地区的首府，位于伊塔西中部，2004年人口643,000。米亚里纳里武有一支足球队，称米亚里纳里武队。